# The Old Gum Tree

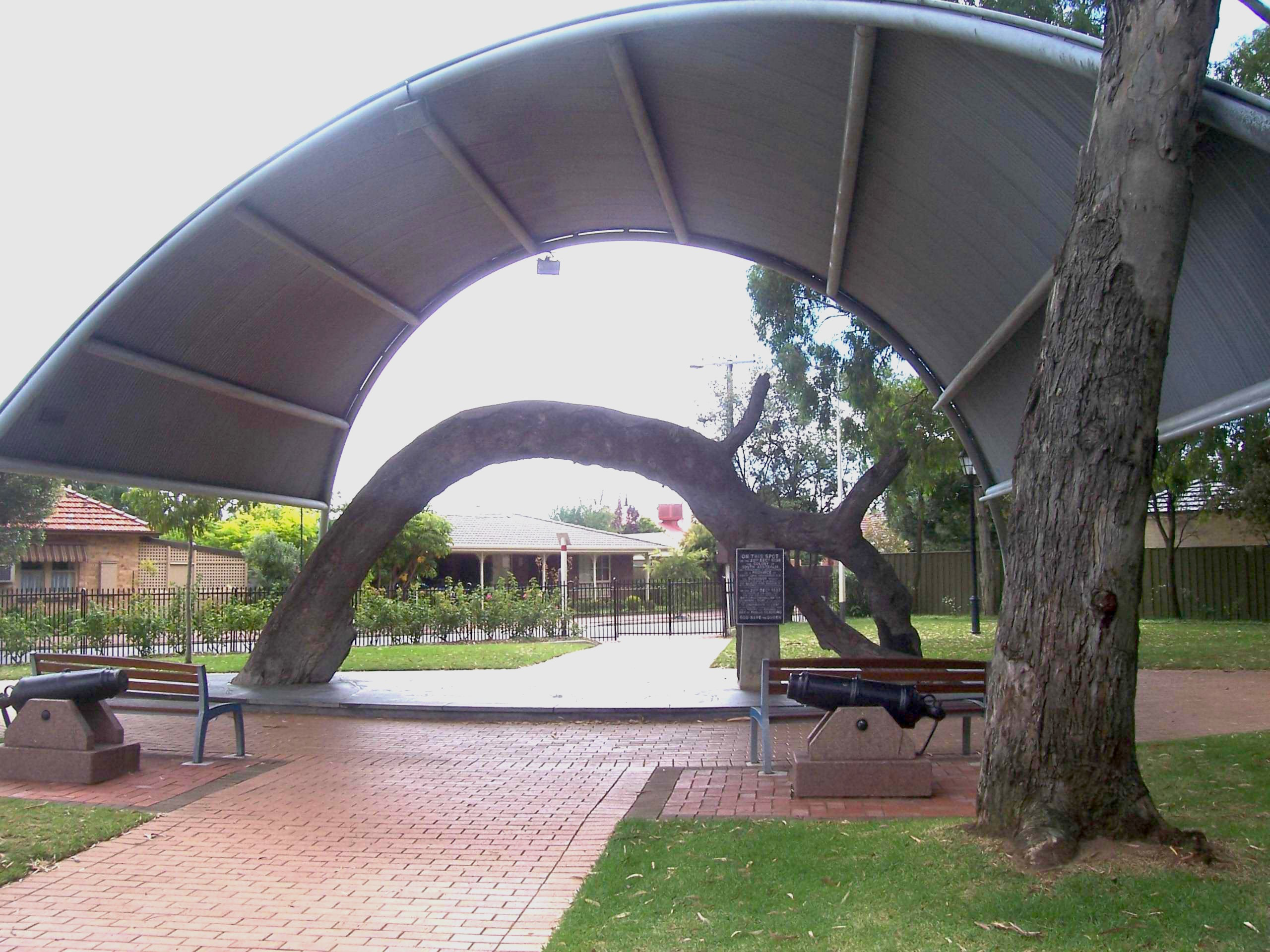
Obecny wygląd The Old Gum Tree

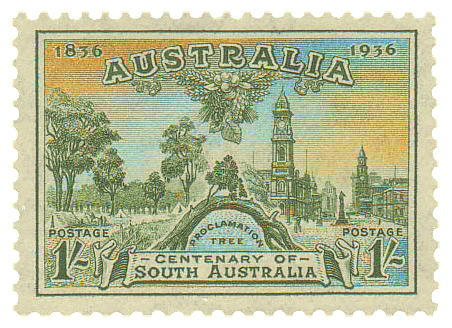
Znaczek australijski z 1936

The Old Gum Tree (ang. „Stary eukaliptus”) – historyczne miejsce obecnie położone w dzielnicy Glenelg North w Adelaide, w którym 28 grudnia 1836 gubernator John Hindmarsh ogłosił proklamację, ustanawiającą kolonię Australia Południowa. W tym samym miejscu corocznie obchodzona jest uroczystość założenia stanu, podczas której urzędujący gubernator Australii Południowej ponownie odczytuje proklamację Hindmarsha.
Hindmarsh przybył do brzegów Australii Południowej na pokładzie HMS „Buffalo” po wcześniejszym zbadaniu okolic dzisiejszej Adelajdy i Wyspy Kangura przez poprzednie ekspedycje i założeniu kilku mniejszych osad. 28 grudnia 1836 około godziny 14 Hindmarsh po raz pierwszy stanął na ziemi australijskiej i wraz ze swoim sekretarzem George'em Stevensonem, grupą oficjeli i 20 żołnierzy piechoty morskiej udał się do przygotowanego wcześniej namiotu. Tam, w cieniu starego eukaliptusa, sekretarz Hindmarsha, George Stevenson, uroczyście odczytał proklamację ustanawiającą Australię Południową jako brytyjską kolonię.
Miejsce, w którym odbyła się ta uroczystość, nie zostało w tamtym czasie w żaden sposób oznaczone, ale w 1855 zostało ono odnalezione i rozpoznane przez przebywających na wakacjach w Glenelg George'a Stevensona i jego rodzinę. Dwa lata później, w 1857, John Hector, który był właścicielem działki, na której znajdował się historyczny eukaliptus, przekazał 62 stopy kwadratowe tej ziemi na rzecz Australii Południowej, później jeszcze kilkukrotnie dokupowano ziemi, powiększając to historyczne miejsce. Kontrowersje co do tożsamości historycznego drzewa zaczęły się prawie od razu po jego odnalezieniu i trwają do dziś, choć z analizy zachowanych dokumentów źródłowych, relacji pisemnych i ustnych świadków oraz z zachowanych szkiców wynika z dużą dozą prawdopodobieństwa, że „stary eukaliptus” jest tym drzewem, pod którym została założona Australia Południowa.
Do czasów współczesnych „stary eukaliptus”, najprawdopodobniej należący do gatunku Eucalyptus camaldulensis, się nie zachował. Wielokrotnie podejmowano próby jego ratowania, aby ostatecznie w 1963 zacementować całkowicie resztki próchniejącego drzewa, na powierzchni betonu odwzorowując charakterystyczną korę eukaliptusa.